# Parafia Bożego Ciała w Busku-Zdroju
Parafia Bożego Ciała w Busku-Zdroju – została powołana do istnienia 18 maja 1989. dekretem ordynariusza diecezji kieleckiej, ks. biskupa dr Stanisława Szymeckiego. Okręg parafialny wydzielono z parafii Niepokalanego Poczęcia NMP. Wcześniej działał na tym terenie samodzielny ośrodek duszpasterski utworzony w czerwcu 1988. Proboszczem biskup mianował ks. Mariana Janika.
W parafii prowadzone są księgi metrykalne ochrzczonych, zaślubionych i zmarłych od 1988.

## Zasięg parafii
Do parafii należą wierni wyznania rzymskokatolickiego będący mieszkańcami osiedli: Sikorskiego i Orła Białego; ulic: Objazdowej, Partyzantów, Batorego, Kazimierza Wielkiego, Ks. kard. Wyszyńskiego, Ładnej, Słowackiego, Widuchowskiej oraz wsi: Owczary, Bronina i Zbrodzice.